# Битва при Баграде (240 до н. э.)
Битва при Баграде (около 240 до н. э.) — сражение в ходе восстания наёмников в Карфагене.

## Предыстория
После неудачных действий карфагенской армии под командованием Ганнона под Утикой карфагенский совет решил сменить главнокомандующего. Новым главнокомандующим в войне с наёмниками стал ветеран первой Пунической войны Гамилькар Барка. Под его командованием находилось около 10 тысяч человек (наёмники, карфагенское ополчение) и около 70 слонов. Его первой задачей стало разблокирование карфагенской столицы.
Наёмники контролировали перешеек, связывающий Карфаген с континентом, перекрыв все дороги в предгорьях вершин Аммара и Нахли, подступавших к городу с запада. Также один из вождей повстанцев Матос удерживал единственный мост через реку Баграду (ныне Меджерда, Полибий называет её Макарой), открывающий путь на Утику. Гамилькар заметил, что при определённом направлении ветра (скорее всего, восточном), устье реки заносится песком и получался брод.

## Битва
Однажды ночью Гамилькар вывел войска из Карфагена, переправился через Баграду и повёл свою армию к лагерю мятежников у моста. Узнав об этом, повстанцы двинулись наперехват Гамилькару двумя отрядами — 10 тысяч от моста и 15 тысяч из Утики. Повстанческие армии соединились и пошли в наступление. Карфагеняне сделали вид, что отступают, мятежники бросились в погоню за ними. В этот момент Гамилькар остановил отступление и развернул армию к повстанцам. Те, не ожидавшие такого развития событий, попятились назад. Ряды мятежников были расстроены, и карфагеняне двинулись в атаку. Около 6 тысяч повстанцев было убито, 2 тысячи взято в плен, остальные бежали.

## Итоги
Это был первый ощутимый успех карфагенян, который несколько повысил их боевой дух. Однако для них положение оставалось угрожающим. Матос по-прежнему осаждал Гиппакрит, а Спендий и галл Автарит действовали против Гамилькара, избегая открытых столкновений.